# 市村直樹 (空手家)
市村 直樹（いちむら なおき、男性、1966年（昭和41年）10月19日 - 2017年（平成29年）5月19日）は、日本の空手家（四段）。極真会館（松井派）城西下北沢支部長。神奈川県川崎市出身。異名は「極真の鉄人」。「矢沢永吉コンサート恒例 ″タオル投げ″」を最初に始めた人物。

## 人物
1985年4月、18歳で城西支部に入門。現役引退に至るまで、約20年に及び第一線で活躍し続けており、同じ城西支部の先輩であった増田章と並ぶ、日本人最多である4度の世界大会出場の記録を持つ。
また、矢沢永吉の熱狂的なファンであり、極真会館内部のパーティなどではライブを行うこともある。
【矢沢永吉 ″タオル投げ″ 発祥の人】 1984年9月6日、矢沢永吉コンサートツアー「E' I'LL BE BACK SOON EIKICHI YAZAWA CONCERT TOUR '84」の 山梨県県民文化会館 公演の際、楽曲「トラベリン・バス」(アルバム「A DAY ″ア・デイ″」収録)の歌い始め部分「ルイジアナ～🎵」の後にYAZAWAタオルを初めて投げた人としても知られる。矢沢永吉 本人は、″タオル投げ″ について「あれ、いつ頃だったろう、もう、ちょっとボク、記憶 薄いですけど、5年、6年前ですか。どっかの会場でエキサイティング、興奮したファンが、1人か2人(タオルを)あげたんですよ。そっから始まったんですよ。」(1992年EXテレビ)と述べている。この矢沢永吉 本人の話は、半分正しいが、半分は正確ではない。この日、市村は、確かに興奮していた。しかし、″興奮していたからタオルを投げた″ のではない。コンサート開始前から ″トラベリン・バスの時にタオルを投げよう″ と決めていたのだ。そして、「トラベリン・バス」が始まり、タオルを投げた。これが、矢沢永吉コンサート恒例の ″タオル投げ″ 発祥の事実である。
2017年5月、ロシアの格闘技情報サイト「Super Karate」にて、19日に亡くなっていたことが公表された。50歳没。
訃報を受けて、師である山田雅稔は「今まで出席した葬儀の中で、一番泣いた。」とブログに綴っている。

## 組手スタイル
サウスポーの構えから城西支部のスタイルである突きと内股や奥足を狙う下段回し蹴りのコンビネーションによる連打を得意としていた。

## 主な成績（松井派主催）
- 1994年　第2回全関東 準優勝
- 1994年　第26回全日本 3位
- 1995年　第6回世界大会 ベスト16
- 1996年　第28回全日本 5位
- 1997年　第1回世界ウェイト制　軽重量級 8位
- 1997年　第29回全日本 6位
- 1998年　パリW杯 日本代表
- 1998年　第30回全日本 6位
- 1999年　第7回世界大会 出場
- 2000年　第32回全日本 3位
- 2001年　第2回世界ウェイト制　軽重量級4位
- 2002年　第34回全日本 7位
- 2003年　第8回世界大会 出場
- 2005年　第37回全日本 7位
- 2007年　第24回全日本ウェイト制　軽重量級3位
- 2007年　第9回世界大会 出場